# Mi pequeña traviesa
Mi pequeña traviesa (Brasil: Minha Pequena Travessa ) é  uma telenovela mexicana produzida por Pedro Damián para a Televisa e exibida pelo Canal de las Estrellas entre 8 de dezembro de 1997 a 24 de abril de 1998.
Inicialmente era exibida às 18h, mas a partir de 5 de janeiro de 1998 foi transferida para às 19h, substituindo a telenovela El secreto de Alejandra.
Apresentou Michelle Vieth e Héctor Soberón como protagonistas e Khotan Fernandez e Arleth Terán como antagonistas principais.

## Enredo
Júlia é uma jovem com grandes aspirações para estudar e se tornar um profissional. Mas o pai dela teve um acidente trágico em que ele fica uma cadeira de rodas e ela teve que mudar seus planos. Sem a sua mãe, continua sob os cuidados de seu pai e seus dois irmãos mais novos. Com a ajuda de seu amigo Juan Felipe, ela encontra a coragem para ir trabalhar, mesmo com os perigos da grande cidade que a rodeia.
Alberto é um jovem advogado de uma classe social elevada, que conquista o coração de Júlia e devem se rebelar contra seu pai para lutar pelo direito de amar quem ele quer. Diferenças de classe social, as gangues nas ruas e outros perigos causar estragos em casais. E ainda lança uma sombra, a tragédia não é o enredo da história mais forte.
É a energia da juventude, o que torna esta história está viva. O entusiasmo ea determinação dos jovens, que exigem de sua geração anterior, o direito de viver suas próprias vidas, e escolher para si o caminho que leva para completar os seus sonhos.
Ambos terão que superar as dificuldades, os perigos ... estar juntos.

## Elenco
- Michelle Vieth .... Julia Paz/Julio Paz
- Héctor Soberón .... Alberto
- Arleth Terán .... Déborah
- Khotan Fernandez .... Ignacio "Mercúrio" Martinez
- Mariana Seoane .... Bárbara Martinez
- Enrique Rocha .... Antonio
- Rafael Inclán .... Marcello
- Martha Roth .... Elena
- Rosario Gálvez .... Sofia
- Carmen Salinas .... Doña Mati
- Anahí .... Samantha
- Eduardo Arroyuelo .... Eje 8
- Alejandro Camacho .... Dr. Raul
- Mauricio Islas .... Juan Felipe
- Aitor Iturrioz/Arath de la Torre .... Hugo
- Margarita Magaña .... Mariana
- José María Torre .... Toño
- Katie Barberi .... Pamela
- Juan Carlos Bonet .... Diego
- Mauricio Aspe .... Gerardo
- Alicia Fahr .... Eloísa
- Martha Ofelia Galindo .... La Chata
- Arturo García Tenorio .... Rafael Vaz
- Alex Ibarra.... El Raspa
- Rebeca Manríquez .... Gloria
- Beatriz Moreno .... Rosa
- Gerardo Murguía .... Manuel
- Alejandra Peniche .... Amalia
- Judy Ponte .... Carmen
- Mariagna Prats .... Fernanda
- Lorena Velázquez .... Catalina
- José Elías Moreno .... Don Chente
- Eleazar Gómez .... Arturo
- Francisco Huerdo .... Eduardo
- Eduardo Antonio .... Juan Estebán
- Julio Alemán .... Pablo
- Eduardo Iduñate .... Andres
- Odiseo Bichir .... Salvador
- Andrea Lagunes .... Mariángel
- Niurka Marcos .... Lorena
- Cecilia Suárez .... Pily
- Julio Bracho .... El Galaxi
- Raymundo Capetillo .... Marcario
- Gerardo Albarran .... Comandante Guerra
- Cinthia Arvide .... Mari Trini
- Renato Bartilotti .... El Sopas
- Rafael Bazan .... Maicro
- Jorge Capin .... El Cholo
- Ehecatl Chavez .... El Navajo
- Sandra Itzel .... Edith
- Alejandra Jurado .... Lucía
- Kuno Becker .... El Brody
- Fabián Robles .... Martin
- Mapy Sordo .... Geisha
- Gabriela Tavela .... Marizza
- Geraldine Bazán .... Cibele

## Exibição
Foi reprisada pelo TLNovelas de 16 de dezembro de 2019 a 28 de fevereiro de 2020, substituindo Amigas y rivales e sendo substituída por Rebelde.

## Audiência
Obteve média geral de 22,6 pontos.

## Versões
Mi pequeña traviesa é um remake de uma telenovela de origem argentina intitulada Me llama Gorrión produzida em 1972. ainda na Argentina também houve mais duas versões chamada Hola Pelusa produzida em 1980 e outra produzida em 1993.
A telenovela também teve uma versão em Peru produzida em 1974 chamada de 'Me llama Gorrión.
Houve também uma versão brasileira no SBT realizada em 2002 e intitulada Pequena Travessa, dirigida por Jacques Lagoa e Henrique Martins, produzida por David Grimberg e protagonizada por Bianca Rinaldi e Rodrigo Veronese.
A segunda versão no México, a telenovela Niña de mi corazón, de 2010, foi produzida novamente por Pedro Damián e protagonizada por Erick Elias, Paulina Goto e Lisette Morelos.
A atriz Irán Castillo fez uma participação especial como Preciosa Ruiz, personagem que seria protagonista da novela seguinte Preciosa. Num dos crossovers raros e únicos em novelas mexicanas